# Eurya tsaii
Eurya tsaii är en tvåhjärtbladig växtart som beskrevs av Ho Tseng Chang. Eurya tsaii ingår i släktet Eurya och familjen Pentaphylacaceae. Inga underarter finns listade i Catalogue of Life.